# Jacques Legrand (football)
Pour les articles homonymes, voir Jacques Legrand et Legrand.
Jacques Legrand, né le 19 décembre 1931 à Anzin (Nord) et mort le 13 juillet 2016 à Valenciennes, est un footballeur français.
Il évolue comme milieu de terrain (inter) pendant les années 1950 à l'US Valenciennes Anzin. Formé dans ce club, il y fait ses débuts professionnels en 1953. 
Au total, il dispute 142 matchs en Division 1 et 111 matchs en Division 2.
Jacques Legrand a été professeur de sport à l'Institution Saint-Michel à Solesmes,,.

## Palmarès
- Finaliste de la Coupe Charles Drago en 1959 avec l'US Valenciennes Anzin